# Église Sainte-Marthe de Sainte-Marthe (Eure)
L'église Sainte-Marthe, située à Sainte-Marthe, commune française du département de l'Eure en Normandie, est un édifice du XVIe siècle remanié aux XIXe et XXe siècles, et un lieu de culte catholique.

## Localisation
Cette église se situe sur le territoire de la commune de Sainte-Marthe dans le département de l'Eure.

## Édifice

### Construction
Le bâtiment a été construit à la Renaissance au XVIe siècle et remanié aux XIXe et XXe siècles,.

### Intérieur
Il s'agit d'un mélange unique d'architecture intérieure Renaissance avec sa poutre de gloire représentant le Christ ressuscité le matin de Pâques et des vitraux art déco représentant les scènes de l'Évangile de manière stylisée dans un style propre à François Décrochement,.
Les vitraux, représentant les Saintes Marthe, Jeanne d'Arc, Thérèse de Lisieux et Saint Louis, ont été réalisés par le peintre et maître verrier normand François Décorchemont entre 1955 et 1960,,, durant la période dite des Trente Glorieuses (1946-1973). Par ailleurs, elle fut restaurée à trois reprises en 2002, 2004 et 2007. Malgré cela, elle reste une église remarquable tant du point de vue historique qu'architectural, d'où des soins répétés du conservatoire des monuments historiques,,. Ces vitraux sont inclus dans l'inventaire général du patrimoine de la France,,,,,,,.
À l'intérieur de l'église, dans le chœur, on pouvait admirer une statue du XVe siècle représentant saint Sébastien, classée à titre d'objet à l'inventaire des monuments historiques le 20 novembre 1962, volée en juin 1970.
Plusieurs objets sont classés à titre d'objet à l'inventaire des monuments historiques :
- le panneau sculpté représentant le Christ, antependium décorant le maître-autel, du XVIe siècle depuis le 20 novembre 1962[20] ;
- la statue du Christ en croix, du XVe siècle depuis le 24 avril 1963[21] ;
- le retable du maître-autel, du XVIIe siècle depuis le 20 novembre 1962[22] ;
- le tableau représentant l'Annonciation, de 1769, depuis le 24 novembre 1906[23] ;
- les stalles du XVIe siècle depuis le 24 novembre 1906[24].

## Lieu de culte catholique
Au sein du diocèse d'Évreux, l'église Sainte-Marthe dépend de la « Communauté des Bois et des Plaines » regroupant les lieux de culte de dix communes, l'une des quatre communautés constituant la paroisse « du Pays de Conches » qui compte 28 clochers du doyenné « Centre ». En 2024, le culte dominical n'y est plus célébré.